# Meleagro y Atalanta (Jordaens, 1618)
Meleagro y Atalanta es un cuadro del pintor Jacob Jordaens, realizado en 1618, que se encuentra en el Museo Real de Bellas Artes de Amberes de Bélgica. Algunos años después repetiría el tema en otra obra ubicada en el Museo del Prado en la que se juntan los modos del joven Jordaens con el estilo maduro del pintor.

## El tema
Meleagro y Atalanta son los protagonistas de un mito etolio. Hijo del rey de Calidón, Eneo, Meleagro tuvo que enfrentarse al jabalí enviado por Ártemis, ofendida por no recibir sacrificios de Eneo.
Atalanta es hija de Atamante y Temisto y se caracteriza por su pasión por la caza. Reunidos los cazadores de diversas partes de Arcadia (Castor y Pólux, Jasón, Teseo, Peleo además de la pareja protagonista del cuadro), el jabalí fue abatido pero el reparto de su despojo provocó una fuerte confrontación entre los cazadores.
El tema de la cacería, el más representado de este mito, permitió a los autores aunar en la misma escena a varios héroes, (La caza de Meleagro, de Poussin) siendo sus atributos el jabalí y el perro. Los romanos introdujeron su representación en sarcófagos con imágenes del momento de la muerte de Meleagro.
Jordaens abordó el mismo tema en varias ocasiones, como en la versión del Museo del Prado, Meleagro y Atalanta (Jordaens, 1620-1623), en la que la historia es suavizada de forma poética.
Rubens pintó al menos dos cuadros sobre este tema (Atalanta y Meleagro cazando el jabalí de Calidón, Museo del Prado, y La caza de Meleagro y Atalanta, Kunsthistorisches Museum).